# Pierino Favalli

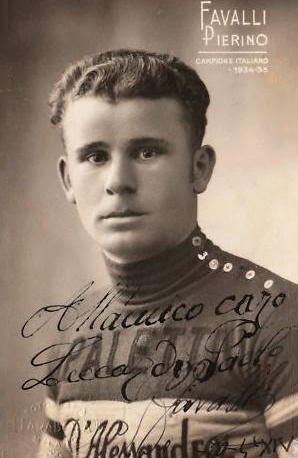
Pierino Favalli

Pierino Favalli (Zanengo di Grumello, 1 mei 1914 - Cremona, 16 mei 1986) was een Italiaans wielrenner.

## Belangrijkste overwinningen
1938
- Giro della Romagna
- Milaan-Turijn

1939
- Milaan-Turijn

1940
- Milaan-Turijn
- 2e etappe Ronde van Italië

1941
- Milaan-San Remo

1942
- Ronde van Campanië

## Resultaten in voornaamste wedstrijden
| Jaar | Ronde van Italië | Ronde van Frankrijk | Ronde van Spanje |
| ---- | ---------------- | ------------------- | ---------------- |
| 1936 |                  |                     |                  |
| 1937 | opgave           |                     |                  |
| 1938 |                  |                     |                  |
| 1939 | opgave           |                     |                  |
| 1940 | opgave (1)       |                     |                  |
| 1941 |                  |                     |                  |

| Jaar | Milaan-San Remo | Ronde van Lombardije |
| ---- | --------------- | -------------------- |
| 1936 |                 | 12e                  |
| 1937 |                 | 7e                   |
| 1938 | ↑               |                      |
| 1939 | 8e              |                      |
| 1940 | 10e             |                      |
| 1941 | ↑               |                      |